# カン (バンド)
カン（Can）は、1968年に西ドイツで結成されたロックバンド。

## 概要
1968年、イルミン・シュミット、ホルガー・シューカイ、ヤキ・リーベツァイト、ミヒャエル・カローリのドイツ人ミュージシャンと、アメリカ人実験音楽家デイヴィッド・ジョンソン（en:David C. Johnson）によってケルンで結成された。最初期は「インナー・スペース」(The Inner Space)の名で活動していた。
シュミット（キーボード他）は、シューカイやジョンソンと同様、大学のカールハインツ・シュトックハウゼンの受講生で、学術的音楽教育を受けていた。ほかにもリゲティ・ジェルジやルチアーノ・ベリオについてピアノや指揮を学んだほか、ジョン・ケージと交流して彼の作品をドイツ国内で最も早い時期に演奏したという。1960年代中盤に渡米してスティーヴ・ライヒ、ラ・モンテ・ヤング、テリー・ライリーと共演するなど、当時有望な若手現代音楽家と目されていた。
シューカイ（ベース）はシュトックハウゼンの影響で電子音楽的アプローチを試みるかたわら、ジャズ・バンドでも演奏した。家電工場を手伝うなどの経験により、電子機器のエンジニアリングにも長けていた彼は、スイスの高等学校に音楽教師として赴任した際、同校の生徒だったカローリと出会う。カン解散後のソロ活動は、メンバーのうちで最もよく知られている。
リーベツァイト（ドラム）はチェット・ベイカー、テテ・モントリューなどの著名アーティストと共演した他、ドイツの前衛トランペッターであるマンフレッド・ショーフのバンドにも参加するなどフリー・ジャズを中心に経験を積んでいた。
カローリ（ギター）は高校時代にシューカイと知り合った。「そこでシューカイから直接音楽の教えを受け、逆にフランク・ザッパ、ヴェルヴェット・アンダーグラウンド、ビートルズなどを教えた」という話が広く伝わっているが、彼は「学校では直接彼から音楽を教わっていないんだ。（中略）それとロックではなく、むしろソウルのほうが好きで、ジェイムス・ブラウンのようなのが好きだったんだよ」と語っている。
シュミットとシューカイ、リーベツァイトは雅楽に関心を寄せ、特に、カローリはアフリカ音楽を愛好するなど、メンバーたちは民族音楽に対して親近感を持っていた。彼らはバンドを結成し、知り合いの貴族に貸してもらったネルフェニッヒ城館をインナー・スペース・スタジオと名付け、そこで練習を始めた。録音機材は2トラックのテープレコーダーという質素なものだったが、バンドはこの機材を1974年まで使い続ける。
ジョンソンは1968年に脱退。同じ頃、マルコム・ムーニーがボーカリストとして参加した。ムーニーの独特なボーカルが、メンバーたちに｢ロックバンド｣への志向を目覚めさせたという。ムーニーはファースト、セカンド・アルバムに参加したのち脱退。後任のボーカリストとして、ミュンヘンで路上演奏をしていた若い日本人ヒッピーのダモ鈴木がシューカイとリーベツァイトによって採用された。鈴木の個性的なキャラクターはバンドの音楽とうまく合致し、カンの全盛時代を象徴するような存在となった。
バンド名の由来は、英語の可能を意味する助動詞「Can」、「Communism」（共産主義）・「Anarchism」（無政府主義）・「Nihilism」（虚無主義）の頭文字を並べたものや、メンバーがあらゆるアイデアを放り込むカン（缶）、日本語の｢感｣や｢勘｣に由来するなどと説明されている。実質的なリーダーであったシュミットは「ある朝、ヤキとマルコムがやってきて『CANはどうだい？』と言うんだ。『CANか、いいじゃないか！』というわけで名前が決まった」、リーベツァイトも「もしかしたら（提案したのは）マルコムと私だったかもしれない」とそれぞれ述べている。両者とも明確な由来は説明していない。

## 来歴

### 初期（1968年–1970年）
1969年、ファースト・アルバム『モンスター・ムーヴィー』を自主レーベルから発売（その後ドイツ・ユナイテッド・アーティスツと契約して再発する）。2チャンネル録音のローファイ的な荒々しい音像で、ファンキーかつサイケデリックなジャムがミニマル・ミュージック的なハンマー・ビートに乗って延々と繰り広げられるという、当時としてはきわめて鮮烈な作品であった。とくに20分の大作「ユー・ドゥー・ライト (Yoo Doo Right)」はカンの代表曲となり、のちにThe Geraldine Fibbers、Thin White Rope、馬頭將噐らが短縮形でカバーした。「Father Cannot Yell」、「Outside My Door」はパンク・ロックの先駆けとも評される。ムーニーはこの作品でリズミックかつ鬼気迫るボーカルを聴かせているが、神経衰弱を発症したため脱退してしまう。代わりのボーカリストとして、シューカイとリーベツァイトがミュンヘンの街角でダモ鈴木を発見、その日のうちに鈴木はカンの公演に登場した。

### 中期（1971年–1973年）
1970年、シュミットの伝手で製作していた映画音楽作品を集めた『サウンドトラックス』を発表。ムーニーと鈴木の参加作品が混在するなど、レコード会社の催促によるやや不本意な発表ではあったが、14分30秒の「マザー・スカイ (Mother Sky)」は、西ベルリンでディスコ・ヒットを記録した。以降の数年間がカンの一般的な全盛期といえる。
1971年の『タゴ・マゴ』は1枚物という当初の予定をシュミットの妻であるヒルデガルトの発案で変更し、1枚目は当時のオーソドックスなロックに歩み寄ったはっきりと起承転結のある楽曲、2枚目はより実験的でプリミティヴなジャム、という対照的なマテリアルを組み合わせた2枚組として発売された。現代音楽、フリー・ジャズ、民族音楽のごった煮という、カンの特徴がよく表れたアルバムとなった。ちなみに題名の「Tagomago」とはスペイン・バレアレス諸島の小島の名前である（イビサ島の東岸に位置する）。
『タゴ・マゴ』発表後、インナー・スペース・スタジオはネルフェニッヒ城館からケルン郊外の映画館跡地に移転する。
1972年に『エーゲ・バミヤージ』を発表。以前よりもポピュラー音楽的に展開のはっきり整えられた楽曲が並び、前衛性と軽やかさが同居したアルバムとなった。収録曲の「スプーン」（サスペンス・テレビドラマ『ナイフ (Das Messer)』の主題歌として作られた）のシングルは20万枚を売り上げ、ドイツのシングル・チャートで最高6位に到達した。ジャケットの写真にはトルコにある「カン」という業者のオクラの缶詰が使われた（アルバムタイトルはトルコ語で「エーゲ海のオクラ」）。
1973年のアルバム『フューチャー・デイズ』は、批評家から高く評価された。ドラムスは軽く細やかなアフリカン・パーカッションを奏で、鈴木のボーカルも気だるく、より環境音楽に接近した。しかし、このアルバムを最後に鈴木が離脱。以降はムーニーの復帰も検討されたが果たせず、カローリとシュミットを中心として他のメンバーもボーカル担当することになった。また、従来の実験性をやや抑えて、プロフェッショナルに様々なポピュラー音楽をなぞって構築しながら、独自性を出す方針に転換していく。

### 後期（1974年–1979年）
1974年の『スーン・オーヴァー・ババルーマ』は似非ラテン音楽に着想を得ている。カローリがヴァイオリンとボーカルを兼任し、シュミットがシンセサイザー（スイス製のAlpha 77）を多用することでブライアン・イーノなどにも近い静寂の音響を追求すると同時に、これまでの「似非民族音楽」（楽曲のタイトルで言うところのEthnological Forgery）を突きつめて漂白したアルバムである。「Chain Reaction」はラテンの熱を感じさせない機械的狂騒サンバである。
1975年、ヴァージン・レコードに移籍する（西ドイツにおける発売権はEMI／ハーヴェスト）。この機会にバンドは16トラックのテープレコーダーを導入。移籍後初作品となる『ランデッド』は遊び心に溢れたアルバムで、似非ハードロックを中心とする。
1976年の『フロウ・モーション』はレゲエやディスコにも接近した、ダンサブルでポップなリズムに重点を置いた作品。「アイ・ウォント・モア」(I Want More)はイギリスでディスコ・ヒットとなった。
1977年の『ソウ・ディライト』からは、元トラフィックのロスコ・ジー（ベーシスト）とリーバップ・クワク・バー（パーカッショニスト）が参加し、よりプロフェッショナルなアフリカ音楽を演奏している。この頃から、シューカイは演奏よりもラジオなどを舞台に持ち込んで操作に熱中するなどして（偶然性を重視したという）他メンバーとの姿勢と大きく乖離しはじめ、バンド内で孤立する。
1978年の『アウト・オブ・リーチ』は、リーベツァイトのドラム以上にリーバップのパーカッションが前面に押し出され、カローリのこれまで以上にロック的なギターが強調された、シューカイがエレクトロニクス・サンプル以外で楽曲制作・演奏に関与していない様々な意味での異色作である。本作は後にカタログから削除された。
1979年の『カン』を最後に、シューカイの離脱によってバンドは解散する。同作は送別会のような明るさと寂しさの漂うアルバムである。このあと、メンバーは各々ソロ活動に散っていく。シューカイはソロとして「ペルシアン・ラブ」などの曲やアルバムを発表した。

### 再結成から現在
1989年にムーニー、シュミット、カローリ、シューカイ、リーベツァイトの布陣で再結成アルバム『ライト・タイム』が発売された。この再結成は一時的なものだったが、1991年にも再びメンバーが集まり、映画『夢の涯てまでも』に曲を提供した。
2001年11月17日、カローリが癌のため死去。
2017年1月22日、リーベツァイトが肺炎のため死去。
2017年9月5日、シューカイが自宅（バンドがかつて使用していたスタジオ）にて死去。
2024年2月9日、鈴木が悪性腫瘍のため死去。74歳没。

## メンバー

### 中心メンバー
- ホルガー・シューカイ (Holger Czukay) – ベース、エンジニア (1968年–1977年、1986年–1991年)
- ミヒャエル・カローリ (Michael Karoli) – ギター、ボーカル、ヴァイオリン (1968年–1979年、1986年–1991年)
- ヤキ・リーベツァイト (Jaki Liebezeit) – ドラムス、パーカッション (1968–1979、1986年–1991年)
- イルミン・シュミット (Irmin Schmidt) – キーボード、ボーカル (1968年–1979年、1986年–1991年)

### 他のメンバー
- マルコム・ムーニー (Malcolm Mooney) – ボーカル (1968年–1969年、1986年、1991年)
- ダモ鈴木 (Damo Suzuki) – ボーカル (1970年–1973年)
- ロスコ・ジー (Rosko Gee) – ベース、ボーカル (1977年–1979年)
- リーバップ・クワク・バー (Rebop Kwaku Baah) – パーカッション、ボーカル (1977年–1979年)

## ディスコグラフィ

### スタジオ・アルバム
- 『モンスター・ムーヴィー』 - Monster Movie (1969年)
- 『サウンドトラックス』 - Soundtracks (1970年)
- 『タゴ・マゴ』 - Tago Mago (1971年)
- 『エーゲ・バミヤージ』 - Ege Bamyasi (1972年) ※旧邦題『エゲ・バミヤーヂ』
- 『フューチャー・デイズ』 - Future Days (1973年)
- 『スーン・オーヴァー・ババルーマ』 - Soon Over Babaluma (1974年)
- 『ランデッド』 - Landed (1975年) ※旧邦題『闇の舞踏会』
- 『フロウ・モーション』 - Flow Motion (1976年)
- 『ソウ・ディライト』 - Saw Delight (1977年)
- 『アウト・オブ・リーチ』 - Out of Reach (1978年)
- 『カン』 - Can (1979年)
- 『ライト・タイム』 - Rite Time (1989年)

### コンピレーション・アルバムなど
- Limited Edition (1974年) ※1968年–1974年のレア音源集
- 『アンリミテッド・エディション』 - Unlimited Edition (1976年) ※1968年–1975年のレア音源集。上記アルバムの増補改訂版
- Opener (1976年) ※ベスト・アルバム
- 『カニバリズム1』 - Cannibalism (1978年) ※ベスト・アルバム。旧邦題『カンニバリズム』
- 『ディレイ1968』 - Delay 1968 (1981年) ※1968年–1969年の未発表曲集。「Thief」は後にレディオヘッドがカヴァーしている
- Incandescence (1983年) ※ベスト・アルバム
- 『カニバリズム2』 - Cannibalism 2 (1992年) ※ベスト・アルバム。未発表曲「Melting Away」を含む
- 『アンソロジー』 - Anthology (1993年) ※ベスト・アルバム
- Cannibalism 3 (1993年) ※ベスト・アルバム
- 『BBC セッションズ』 - The Peel Sessions (1995年) ※1973年–1975年、BBCラジオ「John Peel Show」からの音源
- 『サクレッジ (冒瀆)』 - Sacrilege (1997年) ※テクノやエレクトロニカ、ヒップホップのアーティストたちによるリミックス・アルバム。ソニック・ユースによる「Spoon」含む
- Can Live Music (Live 1971–1977) (1999年) ※1972年–1977年のライブ音源 (オリジナルは『Can Box』：CD/ビデオ/書籍のセットでリリース)
- 『アジ郎とブル坊』 - Agilok & Blubbo (2009年) ※サウンドトラック。1968年録音。The Inner Space名義[30]
- Kamasutra: Vollendung Der Liebe (2009年) ※サウンドトラック。1968年録音。Irmin Schmidt & Inner Space Production名義[31]
- 『ザ・ロスト・テープス』 - The Lost Tapes (2012年) ※1968年-1977年のスタジオ&ライブ未発表音源集
- 『ザ・シングルス』 - The Singles (2017年) ※シングル・コレクション